# Juke joint

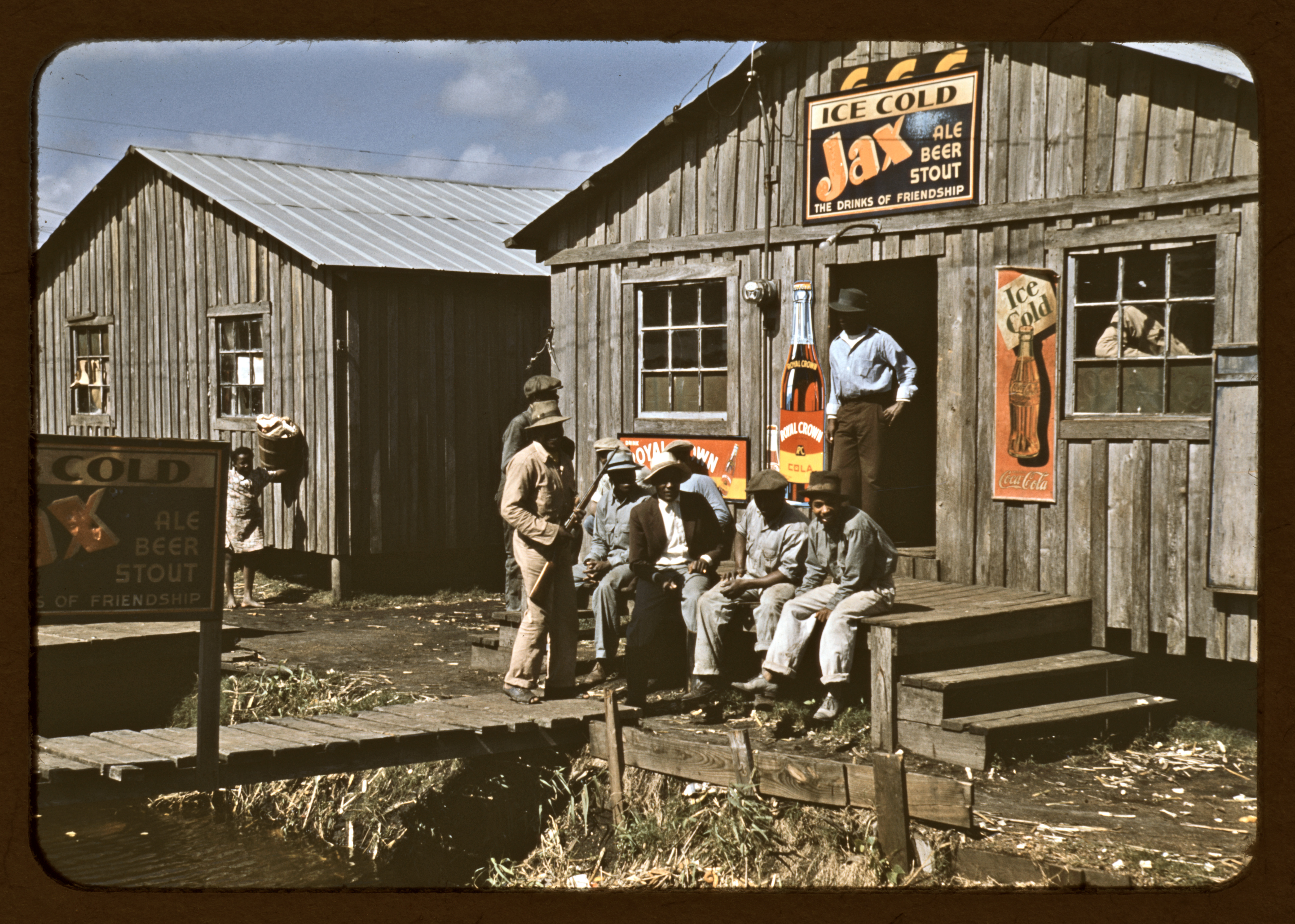
L'esterno di un juke joint a Belle Glade, Florida, fotografato da Marion Post Wolcott nel 1944

Juke joint è un termine dialettale inglese per descrivere quei locali, gestiti soprattutto da afro-americani nel sud degli Stati Uniti d'America, dove si suonava musica, si ballava, beveva e giocava.
La parola "juke" si pensa derivi dal termine creolo "joog", che significa chiassoso e disordinato. Un altro termine che veniva usato per definire questi locali era "barrelhouse" che si potrebbe tradurre con l'italiano "bèttola". Questi locali cominciarono a diffondersi dopo l'emancipazione degli afro-americani che avevano bisogno di un luogo di ritrovo dove scaricare le fatiche del loro duro lavoro. I lavoratori dei campi e i mezzadri frequentavano questi locali costruiti in modo molto precario, quattro assi di legno ed un po' di lamiera, dove potevano essere finalmente liberi. I gestori arrotondavano le finanze vendendo agli avventori generi alimentari e il famoso moonshine, un liquore di poltiglia di mais distillato la maggior parte delle volte in modo illegale.